# Велоспорт на летних Олимпийских играх 1960
Соревнования по велоспорту на летних Олимпийских играх 1960 года проводились только среди мужчин.

## Общий медальный зачёт
| Место | Страна                          | Золото | Серебро | Бронза | Всего |
| ----- | ------------------------------- | ------ | ------- | ------ | ----- |
| 1     | Италия                          | 5      | 1       | 1      | 7     |
| 2     | СССР                            | 1      | 0       | 4      | 5     |
| 3     | Объединённая германская команда | 0      | 4       | 0      | 4     |
| 4     | Бельгия                         | 0      | 1       | 1      | 2     |

## Медалисты
| Дисциплина                             | Золото                                                                      | Серебро                                                                                          | Бронза                                                                          |
| -------------------------------------- | --------------------------------------------------------------------------- | ------------------------------------------------------------------------------------------------ | ------------------------------------------------------------------------------- |
| Велошоссе Групповая гонка              | Виктор Капитонов СССР                                                       | Ливио Трапе Италия                                                                               | Вилли ван дер Берген Бельгия                                                    |
| Велошоссе Командная раздельная гонка   | Италия · Ливио Трапе · Антонио Байлетти · Оттавио Кольяти · Джакомо Форнони | Объединённая германская команда · Густав-Адольф Шур · Эгон Адлер · Эрих Хаген · Гюнтер Лёрке     | СССР · Виктор Капитонов · Евгений Клевцов · Юрий Мелихов · Алексей Петров       |
| Велотрек Гит 1000 м                    | Санте Гаярдони Италия                                                       | Дитер Гизелер Объединённая германская команда                                                    | Ростислав Варгашкин СССР                                                        |
| Велотрек Спринт                        | Санте Гаярдони Италия                                                       | Лео Стеркс Бельгия                                                                               | Валентино Гаспарелла Италия                                                     |
| Тандем                                 | Италия · Джузеппе Бегетто · Серджо Бьянкетто                                | Объединённая германская команда · Юрген Зимон · Лотар Штебер                                     | СССР · Борис Васильев · Владимир Леонов                                         |
| Велотрек Командная гонка преследования | Италия · Марино Винья · Луиджи Арьенти · Франко Теста · Марио Валлотто      | Объединённая германская команда · Зигфрид Кёлер · Бернд Барлебен · Петер Грёнинг · Манфред Климе | СССР · Станислав Москвин · Виктор Романов · Леонид Колумбет · Арнольд Бельгарть |